# Autostrada D66 (Słowacja)
Autostrada D66 (słow. diaľnica D66) – była planowana autostrada na terenie Słowacji i Czechosłowacji. Miała ona połączyć Martin (D1) z granicą słowacko-węgierską w miejscowości Šahy. Oznaczenie przestało istnieć w 1999 roku wraz ze zmianą numeracji autostrad na Słowacji. W pobliżu jej przebiegu jest obecnie budowana droga ekspresowa R3 na odcinku od Martin (D1) do okolic miejscowości Turčianske Teplice i na odcinku Zwoleń (D65) - granica słowacko-węgierska oraz droga ekspresowa R1 na odcinku Bańska Bystrzyca - Zwoleń (D65).

Planowana sieć autostrad w Czechosłowacji (1963). Na części słowackiej orientacyjny przebieg D66

.

## Przebieg
- Martin (D1)
- Bańska Bystrzyca
- Zwoleń (D65)
- Šahy (granica słowacko-węgierska)